# Инхенхофен
Инхенхофен (њем. Inchenhofen) град је у њемачкој савезној држави Баварска. Једно је од 24 општинска средишта округа Ајхах-Фридберг. Према процјени из 2010. у граду је живјело 2.484 становника. Посједује регионалну шифру (AGS) 9771141.

## Географски и демографски подаци
Инхенхофен се налази у савезној држави Баварска у округу Ајхах-Фридберг. Град се налази на надморској висини од 460–485 метара. Површина општине износи 27,6 km². У самом граду је, према процјени из 2010. године, живјело 2.484 становника. Просјечна густина становништва износи 90 становника/km².

## Међународна сарадња
| Мјесто | Држава    | Врста сарадње | Од    |
| ------ | --------- | ------------- | ----- |
|        | Француска | контакт       | 1981. |
| Извор  |           |               |       |